# Albin Thyni Johansson
Albin Thyni Johansson, född 27 september 2001, är en svensk professionell ishockeyspelare (back) som spelar för Kh Energa Torun i Polen. Hans moderklubb är Rosvik IK.
Han är 190 cm lång och väger 95 kg.